# 柏楊版資治通鑑
《柏楊版資治通鑑》是中華民國作家柏楊將史學名著《資治通鑑》重新以現代白话文翻譯的一部叢書，遠流出版公司出版。在中国大陆由万卷出版公司发行。

## 出版緣起
《資治通鑑》是中國第一部官修的編年體通史，記載前403年至959年的中國歷史，由十一世紀北宋司馬光主持編書。書中內容以歷代君臣事蹟、各朝代的興衰為主，以期給帝王鑑戒，是一部足以瞭解古中國政治運作、權力遊戲的歷史鉅著，是古代帝王鑑於往事、資於治道的必讀史書。
柏楊認為《資治通鑑》問世九百餘年之久，古老的文言文對現代人而言已顯得過度生澀艱深，假使再沒有現代語文本問世，將有塵封的厄運。於是，1983年，他開始翻譯《資治通鑑》。當時的遠流出版總編輯詹宏志將書名定為《柏楊版資治通鑑》，以“整體規劃，分冊出版”的雜誌形式發行。同年，《柏楊版資治通鑑》獲選為台灣最具影響力的一部書。發行初期定目標為36冊譯完，後改為72冊。
1993年3月7日，遠流出版公司定本日為「柏楊日」，為柏楊慶生，並慶祝《柏楊版資治通鑑》全部完成（平裝72冊，精裝36冊）。柏楊日紀念特輯《歷史走廊──十年柏楊（1983~1993）》出版。
寫完《柏楊版資治通鑑》的柏楊，形容這十年來的生活像在“勞改營”中度過一樣。有一次執行編輯前來拿稿，柏楊與他聊著聊著，居然當著客人的面睡著了，其疲憊可知。《柏楊版資治通鑑》第七十二冊有一篇跋，柏楊自述其中的辛勞，「……平均下來，我每個月至少都要閱讀四萬字左右的文言文（包括標點和註解）原文，寫出七萬五千字左右的初稿，和繳出十五萬字左右的校稿，以及所必需的地圖、附錄，和《通鑑廣場》。十年如一日，沒有星期天，沒有例假日；沒有陰，沒有晴……」。

## 各集書名
| 集數 | 書名         | 出版日期      | 頁數  | 備註                                                                                                   |
| ---- | ------------ | ------------- | ----- | --- |
| 1    | 《戰國時代》 | 1983年9月1日  | 352頁 | 記載年份：前403年－前291年。                                                                           |
| 2    | 《吞併六國》 | 1983年10月1日 | 304頁 | 記載年份：前290年－前211年。                                                                           |
| 3    | 《楚漢相爭》 | 1983年11月1日 | 240頁 | 記載年份：前210年－前201年。                                                                           |
| 4    | 《匈奴崛起》 | 1983年12月1日 | 288頁 | 記載年份：前200年－前161年。                                                                           |
| 5    | 《黃老之治》 | 1984年1月1日  | 240頁 | 記載年份：前160年－前121年。                                                                           |
| 6    | 《開疆拓土》 | 1984年2月1日  | 272頁 | 記載年份：前120年－前91年。                                                                            |
| 7    | 《宮廷鬪爭》 | 1984年3月1日  | 288頁 | 記載年份：前90年－前61年。                                                                             |
| 8    | 《萬里誅殺》 | 1984年4月1日  | 320頁 | 記載年份：前60年－前21年。                                                                             |
| 9    | 《昏君輩出》 | 1984年5月1日  | 304頁 | 記載年份：前20年－前1年。                                                                              |
| 10   | 《王莽篡奪》 | 1984年6月1日  | 304頁 | 記載年份：1年－23年。                                                                                  |
| 11   | 《全國混戰》 | 1984年7月1日  | 256頁 | 記載年份：24年－34年。                                                                                 |
| 12   | 《馬援之死》 | 1984年8月1日  | 320頁 | 記載年份：35年－79年。                                                                                 |
| 13   | 《燕然勒石》 | 1984年10月1日 | 320頁 | 記載年份：80年－119年。                                                                                |
| 14   | 《跋扈將軍》 | 1984年11月1日 | 320頁 | 記載年份：120年－159年。                                                                               |
| 15   | 《黃巾民變》 | 1984年12月1日 | 320頁 | 記載年份：160年－189年。                                                                               |
| 16   | 《東漢瓦解》 | 1985年1月1日  | 304頁 | 記載年份：190年－203年。                                                                               |
| 17   | 《赤壁之戰》 | 1985年2月1日  | 272頁 | 記載年份：204年－220年。                                                                               |
| 18   | 《三國鼎立》 | 1985年3月1日  | 272頁 | 記載年份：221年－235年。                                                                               |
| 19   | 《壽春三叛》 | 1985年4月1日  | 304頁 | 記載年份：236年－259年。                                                                               |
| 20   | 《司馬奪權》 | 1985年5月1日  | 304頁 | 記載年份：260年－288年。                                                                               |
| 21   | 《八王之亂》 | 1985年6月1日  | 336頁 | 記載年份：289年－309年。                                                                               |
| 22   | 《大分裂》   | 1985年7月1日  | 304頁 | 記載年份：310年－319年。                                                                               |
| 23   | 《五胡亂華》 | 1985年8月1日  | 288頁 | 記載年份：320年－336年。                                                                               |
| 24   | 《石虎肆暴》 | 1985年9月1日  | 288頁 | 記載年份：337年－354年。                                                                               |
| 25   | 《苻堅大帝》 | 1985年10月1日 | 288頁 | 記載年份：355年－376年。                                                                               |
| 26   | 《肥水之戰》 | 1985年11月1日 | 304頁 | 記載年份：377年－393年。                                                                               |
| 27   | 《參合殺俘》 | 1985年12月1日 | 304頁 | 記載年份：394年－402年。                                                                               |
| 28   | 《王始帝國》 | 1986年1月1日  | 288頁 | 記載年份：403年－414年。                                                                               |
| 29   | 《統萬碑文》 | 1986年2月1日  | 320頁 | 記載年份：415年－428年。                                                                               |
| 30   | 《自毀長城》 | 1986年3月1日  | 320頁 | 記載年份：429年－449年。                                                                               |
| 31   | 《南北朝》   | 1986年4月1日  | 304頁 | 記載年份：450年－465年。                                                                               |
| 32   | 《劉彧詔書》 | 1986年6月1日  | 288頁 | 記載年份：466年－479年。                                                                               |
| 33   | 《全盤漢化》 | 1986年7月1日  | 288頁 | 記載年份：480年－494年。                                                                               |
| 34   | 《蕭鸞眼淚》 | 1986年9月1日  | 272頁 | 記載年份：495年－502年。                                                                               |
| 35   | 《洛陽暴動》 | 1986年11月1日 | 320頁 | 記載年份：503年－522年。                                                                               |
| 36   | 《河陰屠殺》 | 1987年1月1日  | 288頁 | 記載年份：523年－531年。                                                                               |
| 37   | 《遍地血腥》 | 1987年4月1日  | 288頁 | 記載年份：532年－547年。                                                                               |
| 38   | 《餓死宮城》 | 1987年5月1日  | 352頁 | 記載年份：548年－554年。                                                                               |
| 39   | 《禽獸王朝》 | 1987年6月1日  | 320頁 | 記載年份：555年－562年。                                                                               |
| 40   | 《黃龍湯》   | 1987年7月1日  | 304頁 | 記載年份：563年－575年。                                                                               |
| 41   | 《突厥可汗》 | 1987年9月1日  | 288頁 | 記載年份：576年－588年。                                                                               |
| 42   | 《南北統一》 | 1987年11月1日 | 336頁 | 記載年份：589年－608年。                                                                               |
| 43   | 《官逼民反》 | 1987年12月1日 | 240頁 | 記載年份：609年－617年。                                                                               |
| 44   | 《江都政變》 | 1988年1月1日  | 320頁 | 記載年份：618年－621年。                                                                               |
| 45   | 《玄武門》   | 1988年4月1日  | 304頁 | 記載年份：622年－629年。                                                                               |
| 46   | 《貞觀之治》 | 1988年5月1日  | 304頁 | 記載年份：630年－643年。                                                                               |
| 47   | 《黃金時代》 | 1988年7月1日  | 304頁 | 記載年份：644年－664年。                                                                               |
| 48   | 《武照奪權》 | 1988年9月1日  | 272頁 | 記載年份：665年－688年。                                                                               |
| 49   | 《恐怖世界》 | 1988年11月1日 | 288頁 | 記載年份：689年－705年。                                                                               |
| 50   | 《惡妻惡女》 | 1989年1月1日  | 272頁 | 記載年份：706年－718年。                                                                               |
| 51   | 《開元盛世》 | 1989年5月1日  | 288頁 | 記載年份：719年－744年。                                                                               |
| 52   | 《范陽兵變》 | 1989年8月1日  | 272頁 | 記載年份：745年－756年。                                                                               |
| 53   | 《睢陽之圍》 | 1989年9月1日  | 272頁 | 記載年份：757年－763年。                                                                               |
| 54   | 《皇后失蹤》 | 1989年11月1日 | 272頁 | 記載年份：764年－780年。                                                                               |
| 55   | 《涇原兵變》 | 1990年2月1日  | 288頁 | 記載年份：781年－784年。                                                                               |
| 56   | 《豬皇帝》   | 1990年4月1日  | 272頁 | 記載年份：785年－799年。                                                                               |
| 57   | 《元和中興》 | 1990年6月1日  | 272頁 | 記載年份：800年－815年。                                                                               |
| 58   | 《牛李黨爭》 | 1990年8月1日  | 288頁 | 記載年份：816年－826年。                                                                               |
| 59   | 《甘露事變》 | 1990年10月1日 | 304頁 | 記載年份：827年－843年。                                                                               |
| 60   | 《大中之治》 | 1991年1月1日  | 272頁 | 記載年份：844年－866年。                                                                               |
| 61   | 《黃巢民變》 | 1991年3月1日  | 272頁 | 記載年份：867年－881年。                                                                               |
| 62   | 《狼虎谷》   | 1991年6月1日  | 304頁 | 記載年份：882年－888年。                                                                               |
| 63   | 《軍閥混戰》 | 1991年8月1日  | 288頁 | 記載年份：889年－895年。                                                                               |
| 64   | 《大黑暗》   | 1991年10月1日 | 272頁 | 記載年份：896年－901年。                                                                               |
| 65   | 《五代時代》 | 1991年12月1日 | 256頁 | 記載年份：902年－907年。                                                                               |
| 66   | 《小分裂》   | 1992年2月1日  | 256頁 | 記載年份：908年－916年。                                                                               |
| 67   | 《千里白骨》 | 1992年4月16日 | 272頁 | 記載年份：917年－925年。                                                                               |
| 68   | 《半截英雄》 | 1992年7月1日  | 272頁 | 記載年份：926年－932年。                                                                               |
| 69   | 《兒皇帝》   | 1992年11月1日 | 288頁 | 記載年份：933年－941年。                                                                               |
| 70   | 《橫挑強鄰》 | 1993年1月20日 | 272頁 | 記載年份：942年－947年。                                                                               |
| 71   | 《高平之戰》 | 1993年2月1日  | 264頁 | 記載年份：948年－954年。                                                                               |
| 72   | 《分裂尾聲》 | 1993年3月1日  | 272頁 | 記載年份：955年－960年。司馬光原著記載至959年，而960年一節，柏楊表示這譯自清朝人畢沅的《續資治通鑑》。 |

## 相關作品

### 柏楊曰
《柏楊曰》全名為《柏楊曰－讀通鑑，論歷史》。1998年8月，柏楊將《柏楊版資治通鑑》中仿效「臣光曰」（「司馬光曰」）史評形式而寫的讀史心得「柏楊曰」部份抽出，編成《柏楊曰》六冊，單獨發行。全套《柏楊版資治通鑑》中的「柏楊曰」部份一共有862則。
| 集數 | 書名             | 出版日期     | 頁數  | 備註            |
| ---- | ---------------- | ------------ | ----- | --------------- |
| 1    | 《柏楊曰（一）》 | 1998年8月1日 | 304頁 | ISBN 9573235404 |
| 2    | 《柏楊曰（二）》 | 1998年8月1日 | 320頁 | ISBN 9573235412 |
| 3    | 《柏楊曰（三）》 | 1998年8月1日 | 320頁 | ISBN 9573235420 |
| 4    | 《柏楊曰（四）》 | 1998年8月1日 | 272頁 | ISBN 9573235439 |
| 5    | 《柏楊曰（五）》 | 1998年8月1日 | 272頁 | ISBN 9573235447 |
| 6    | 《柏楊曰（六）》 | 1998年8月1日 | 320頁 | ISBN 9573235455 |

### 柏楊版通鑑紀事本末
1999年，鑒於《資治通鑑》「編年體」的體例常常無法呈現事件全貌，柏楊再以事件為主題，1999年起仿南宋人袁樞的《通鑑紀事本末》自撰《柏楊版通鑑紀事本末》共38冊（袁樞原著有42卷，大陆出版为十九本三十八册），於2001年全套出齊。
| 集數 | 書名                   | 出版日期      | 頁數  | 備註            |
| ---- | ---------------------- | ------------- | ----- | --------------- |
| 1    | 《范睢漂亮復仇》       | 1999年2月1日  | 272頁 | ISBN 9573236532 |
| 2    | 《汗血馬戰爭》         | 1999年5月1日  | 288頁 | ISBN 9573236885 |
| 3    | 《巫蠱恐怖》           | 1999年5月1日  | 288頁 | ISBN 9573236893 |
| 4    | 《床上巨星趙合德》     | 1999年5月1日  | 256頁 | ISBN 9573236907 |
| 5    | 《逐鹿型大混戰》       | 1999年5月1日  | 240頁 | ISBN 9573236931 |
| 6    | 《慘烈窩裡鬥》         | 1999年5月1日  | 224頁 | ISBN 9573236974 |
| 7    | 《第一次宦官時代》     | 1999年5月1日  | 224頁 | ISBN 9573236966 |
| 8    | 《三國周郎赤壁》       | 1999年9月1日  | 256頁 | ISBN 9573237660 |
| 9    | 《諸葛亮北伐挫敗》     | 1999年9月1日  | 304頁 | ISBN 9573237679 |
| 10   | 《十三王之亂》         | 1999年9月1日  | 240頁 | ISBN 9573237687 |
| 11   | 《華亂五胡》           | 1999年9月1日  | 256頁 | ISBN 9573237768 |
| 12   | 《祖逖擊楫渡江》       | 1999年9月1日  | 240頁 | ISBN 9573237776 |
| 13   | 《星墜五將山》         | 1999年9月1日  | 224頁 | ISBN 9573237784 |
| 14   | 《桓玄篡位鬧劇》       | 1999年9月1日  | 256頁 | ISBN 9573238063 |
| 15   | 《慕容超傳奇》         | 1999年9月1日  | 288頁 | ISBN 9573239264 |
| 16   | 《王師北定中原日》     | 2000年6月1日  | 240頁 | ISBN 9573240009 |
| 17   | 《鮮卑羨慕中華》       | 2000年6月1日  | 240頁 | ISBN 9573240033 |
| 18   | 《南北亂成一團》       | 2000年6月1日  | 272頁 | ISBN 9573240041 |
| 19   | 《最美麗的蠢女人》     | 2000年6月1日  | 288頁 | ISBN 9573240238 |
| 20   | 《最嚴重一次叛變》     | 2000年6月1日  | 256頁 | ISBN 9573240262 |
| 21   | 《人渣家族》           | 2000年6月1日  | 288頁 | ISBN 9573240254 |
| 22   | 《驢老爺、你贏了！》   | 2000年9月16日 | 304頁 | ISBN 9573241323 |
| 23   | 《改朝換代大混戰》     | 2000年9月16日 | 272頁 | ISBN 957324148X |
| 24   | 《唐王朝一再奪嫡》     | 2000年9月16日 | 232頁 | ISBN 9573241560 |
| 25   | 《貞觀對》             | 2000年9月16日 | 256頁 | ISBN 9573241625 |
| 26   | 《恐怖帝國》           | 2000年9月16日 | 288頁 | ISBN 9573241757 |
| 27   | 《安史之亂》           | 2001年1月16日 | 240頁 | ISBN 9573242729 |
| 28   | 《第二次宦官時代》     | 2001年1月16日 | 264頁 | ISBN 9573242737 |
| 29   | 《大黑暗來臨》         | 2001年1月16日 | 304頁 | ISBN 9573242931 |
| 30   | 《兵變．兵變．再兵變》 | 2001年1月16日 | 272頁 | ISBN 9573242974 |
| 31   | 《牛李兩黨殊死鬥》     | 2001年1月16日 | 288頁 | ISBN 9573242982 |
| 32   | 《黃巢終結狼虎谷》     | 2001年1月16日 | 256頁 | ISBN 9573242958 |
| 33   | 《獨柳下，天才之辯》   | 2001年3月1日  | 264頁 | ISBN 9573243059 |
| 34   | 《大屠殺與小分裂》     | 2001年3月1日  | 224頁 | ISBN 9573243067 |
| 35   | 《狗崽長大咬死人》     | 2001年3月1日  | 272頁 | ISBN 9573243075 |
| 36   | 《英雄與流氓》         | 2001年3月1日  | 296頁 | ISBN 9573243113 |
| 37   | 《致命的橫挑強鄰》     | 2001年3月1日  | 288頁 | ISBN 9573243121 |
| 38   | 《陳橋兵變》           | 2001年3月1日  | 256頁 | ISBN 957324313X |

## 優劣

### 特色
- 地名今註：

柏楊在古地名之後夾註今地名（在當時仍戒嚴的時代，柏楊大膽使用中華人民共和國制定之現時地名，而非法統上的中華民國大陸時期地名），以提高讀者的認知度；並親手增繪地圖，力倡「史地不分家」。
- 官名今譯：

柏楊使用現代人能夠立刻瞭解的現代中華民國官職名稱，夾註原稱，使能確知其權力地位。
- 西元紀元：

在台灣史學界堅持使用帝王年號的傳統仍根深蒂固下，柏楊大膽使用西元紀年，以使讀者能明確時間距離；西元為主之外，輔以各國君主紀元，讓讀者能對當時歷史時空有更深入的理解。
- 續全書至後周末年：

司馬光因為手上史料不足或政治忌諱原因，沒有把後周恭帝即位至宋太祖兵變奪位的歷史（陳橋兵變）寫入通鑑內，柏楊把《續資治通鑑》的部份引入補完。
- 證補史事闕漏：

《通鑑》書成之後，數百年間，仍有不少史事陸續被發現；柏楊於譯本內獨力補錄，以存信史。
- 《柏楊曰》：柏楊以現代中國人的觀點，析論歷史成敗因果。評論較符合現代人品味，推崇民主思想，同情失敗者與抨擊成王敗寇的價值觀。且對司馬光一些無緣無故的道德說教作出提醒。
- 除了通鑑司馬光原作內已有的史論（如司馬遷、習鑿齒、孫盛、揚雄、裴子野等）之外，有時並補充其他各家的觀點，從而與《柏楊曰》一起點綴通鑑全文。
- 嘗試從實戰角度考察並描述戰爭，並對古代的一些戰爭描述表示質疑。

### 爭議
- 《柏楊曰》書中多使用「某某先生」的敬稱，然而敬稱有時出現，有時柏楊寫作時又不帶敬稱。這種情況曾被讀者批評，但在書中依然沒有改善。
- 「官名今譯」所指出的古今官位關係並不準確。且有時書中只書某某郡郡長而不附書古代官名（可能因出現太多而省略），反而混淆讀者對各朝官位的認識（綜觀各朝均不設所謂郡長，郡長只為官職的職能今譯）。
- 《柏楊曰》有部份的觀點過於偏激，此亦為柏楊作品的特色之一。
- 初版時，校稿錯誤百出，也是其特色。

## 反響
《柏楊版資治通鑑》頗受李敖、何懷碩以及香港學者孫國棟、李明德、菲律賓華人作家江樺等人批評，例如：把“水衡都尉”（掌管上林苑）錯譯成“水利部長”、“大司農”（掌管國家財政收入）錯譯為“農林部長”；又將“罷”與“免”混用（在《通鑑》中，「免」和「罷」不同：有過失的用「免」，沒有過失而離職的用「罷」），將二者皆譯為「免職」等。《柏楊版資治通鑑》延续了《中国人史纲》当中「姓氏不分、姓氏连用、姓名连读」的自創方法，完全違背先秦時代「男性用氏、女性用姓」的習慣。
1985年12月，李明德表示：「以原典第一冊開宗明義『臣光曰』的一千字，與《柏楊版》對照，柏楊完全沒有弄清楚司馬溫公到底『曰』了什麼。上面列舉出的二百字，是錯到匪夷所思的地步，足以判定柏楊走在地雷上，只有炸死一途。」
1987年4月，孫國棟指出《柏楊版資治通鑑》在立場、觀點、文字上的錯誤，觀念與柏楊大相逕庭。
香港一些文化界人士提議組織「修柏會」，「修柏」即是「修改《柏楊版資治通鑑》」的意思。
江樺從1999年6月起在《菲律賓世界日報》連載《評〈柏楊版資治通鑑〉》，指出了許多學者沒注意到的錯譯。
孫國棟晚年與柏楊論戰，反對柏楊的「醜陋的中國人」之說，也批評《柏楊版資治通鑑》的膚淺。
儘管《柏楊版資治通鑑》有許多不善之處，但也有帶起讀書及古籍今譯風氣之功。1993年3月7日，歷史學家唐德剛表示，如果有人要他列學生必讀書目，由於《資治通鑑》是他認為最重要的經典，「看不懂原文，那就讀柏楊版白話通鑑。」唐德剛認為，柏楊堪稱是穿過「歷史三峽」驚濤駭浪的好漢，「以嚴謹的學術標準看來，柏楊不一定被公認為舉足輕重的歷史學者。但他從喜好為文打抱不平，到親身受冤獄壓迫後對歷史的反芻，卻使他的歷史書寫與著作，有著另一層重要的意義。」
1993年5月，《中國時報》副總編輯蘇墱基評，《柏楊版資治通鑑》嚴厲抨擊儒家思想，與司馬光的衛道想法各有千秋；柏楊是在沒有人、沒有經費的情況下，靠他的毅力和承緒古聖先賢經驗智慧的使命感發憤著書，「因此我們才認為這是華人學界的一件大事」。